# Vikalpa
Vikalpa (devanāgarī: विकल्प ) est un terme sanskrit qui signifie la connaissance indirecte reposant sur les mots, la parole, la conceptualisation ou l'imagination et qui ne se base pas sur l'expérience ou l'expérimentation. 

## Dans l'hindouisme
Dans les Yoga Sūtra de Patañjali, vikalpa est l'une des cinq sortes de vṛtti (modification du mental). Les quatre autres vṛtti sont: pramāṇa, viparyaya, nidrā, smṛti qui sont la cause des fluctuations ou des modifications du mental (cittavṛtti).